# Староянтузово
Староянтузово (баш. Иҫке Яндыҙ) — село в Дюртюлинском районе Республики Башкортостан Российской Федерации. Административный центр Староянтузовского сельсовета.

## География

### Географическое положение
Расстояние до:
- районного центра (Дюртюли): 17 км,
- ближайшей ж/д станции (Уфа): 142 км.

## История
В «Списке населенных мест по сведениям 1870 года», изданном в 1877 году, населённый пункт упомянут как деревня Янтузова 4-го стана Бирского уезда Уфимской губернии. Располагалась при речке Евбазе, на почтовом тракте из Бирска в Мензелинск, в 38 верстах от уездного города Бирска и в 13 верстах от становой квартиры в деревне Дюртюли. В деревне, в 145 дворах жили 944 человека (463 мужчины и 481 женщина, тептяри), были мечеть, 2 водяные мельницы, 18 лавок, базары по вторникам. Жители занимались земледелием, скотоводством и печением калачей. 

## Население
| 2002 | 2009 | 2010 |
| ---- | ---- | ---- |
| 584  | ↗599 | ↘586 |

## Инфраструктура
Личное подсобное хозяйство.

## Транспорт
Просёлочные дороги.

## Религия
В селе есть мечеть.

## Известные уроженцы
- Гареева Фая Сахиповна (31 августа 1931, Староянтузово — 10 сентября 2001, Уфа) — солистка Башкирского государственного ансамбля народного танца имени Ф.Гаскарова (1951—1971), руководитель заслуженный работник культуры РСФСР (1981), заслуженный работник культуры Башкирской АССР (1977).